# Les Films du poisson
Les Films du Poisson est une société française de production et de distribution cinématographique créée en 1994 par Yaël Fogiel et Lætitia Gonzalez. Le catalogue de la société compte plus d'une centaine de films de courts-métrages, téléfilms, documentaires et longs-métrages.
En 1996, Les Films du poisson est lauréat de la bourse de la Fondation Hachette pour le meilleur jeune producteur. Les œuvres produites par la société ont reçu de nombreux prix notamment au Festival de Cannes, aux César, la société est nommée aux Oscars 2013 pour The Gatekeepers.
Le Prix de la jeune société de production indépendante lui est décerné en 2008 par l'Institut pour le financement du cinéma et des industries culturelles (IFCIC).
En 2011, Yaël Fogiel et Laetitia Gonzalez sont récompensées par l'Académie des César qui leur remet le Prix Daniel Toscan du Plantier du meilleur producteur. La même année, Yaël Fogiel et Laetitia Gonzalez sont élues par Le Film Français personnalités de l'année. En 2014, Le Film Français récompense Dror Moreh et Estelle Fialon avec le Trophée duo réalisateur-producteur pour The Gatekeepers.

## Filmographie sélective
- 1997 : Madame Jacques sur la Croisette d'Emmanuel Finkiel (César du meilleur court-métrage)
- 1999 : Voyages d'Emmanuel Finkiel (César du meilleur premier film et César du meilleur montage), (Prix Louis-Delluc du premier film)
- 1999 : La Peine perdue de Jean Eustache d'Angel Diez
- 2001 : Les Après-midi de Laura de Paolo Trotta (Grand Prix du Jury Sacher Festival)
- 2001 : Souffle de Delphine et Muriel Coulin
- 2003 : Depuis qu'Otar est parti de Julie Bertuccelli (César du meilleur premier film, Grand Prix de La Semaine de la critique)
- 2003 : La Chose publique de Mathieu Amalric
- 2005 : Les Deux vies d'Eva d'Esther Hoffenberg (Cinéma du Réel : prix du Patrimoine)
- 2007 : Les Méduses (Meduzot) d'Etgar Keret et Shira Geffen (Caméra d'or)
- 2008 : Nulle part, terre promise d'Emmanuel Finkiel (Prix Jean-Vigo)
- 2008 : 57 000 km entre nous de Delphine Kreuter
- 2009 : À l'est de moi de Bojena Horackova
- 2009 : Lignes de front de Jean-Christophe Klotz
- 2009 : La Grande Vie d'Emmanuel Salinger
- 2010 : L'Arbre de Julie Bertuccelli (sélectionné hors compétition au Festival de Cannes 2010)
- 2010 : Tournée de Mathieu Amalric (Prix de la mise en scène au Festival de Cannes 2010, Grand Prix de la Fédération internationale de la presse cinématographique)
- 2011 : Lettres et Révolutions de Flavia Castro (production et distribution)
- 2012 : La Terre outragée de Michale Boganim
- 2012 : Beautiful Valley (Emek tiferet) d'Hadar Friedlich
- 2012 : Je suis de Emmanuel Finkiel (distribution)
- 2013 : Les Interdits d'Anne Weil et Philippe Kotlarski
- 2013 : The Gatekeepers de Dror Moreh (Prix du meilleur documentaire de The American National Society of Film Critics, nommé à l'Oscar du meilleur film documentaire en 2013)
- 2014 : Démons de Marcial Di Fonzo Bo
- 2014 : La Dune de Yossi Aviram
- 2014 : La Cour de Babel de Julie Bertuccelli (nommé au César du meilleur film documentaire en 2015)
- 2016 : Dernières Nouvelles du cosmos de Julie Bertuccelli (nommé au César du meilleur film documentaire en 2017)
- 2016 : Le Passe-muraille (téléfilm) de Dante Desarthe
- 2019 : Les Particules de Blaise Harrison
- 2020 : L'Agent immobilier (mini-série) d'Etgar Keret et Shira Geffen
- 2021 : En thérapie de Eric Toledano, Olivier Nakache, Pierre Salvadori, Nicolas Pariser, Mathieu Vadepied.
- 2021 : Serre moi fort de Mathieu Amalric
- 2021 : Et j'aime à la fureur (documentaire), d'André Bonzel
- 2022 : En thérapie, saison 2, de Eric Toledano, Olivier Nakache, Emmanuelle Bercot, Agnès Jaoui, Arnaud Desplechin et Emmanuel Finkiel.
- 2022 : Et il y eut un matin, de Eran Kolirin
- 2022 : Moissons sanglantes - 1933, la famine en Ukraine (l'Holodomor) de Guillaume Ribot
- 2023 : Little Girl Blue de Mona Achache